# Letovišče Disneyland, Kalifornija
Letovišče Disneyland angleško 'Disneyland Resort', je zabaviščni, rekreacijsko-turistični kompleks v Anaheimu, Kalifornija. Znotraj letovišča se nahaja bolj znani zabaviščni park Disneyland. Letovišče v velikosti 2 kvadratna kilometra je v lasti in upravljanju podjetja The Walt Disney Company, s pomočjo svoje podružnične firme Parks and Resorts, ki ima v lasti dva zabaviščna parka, tri hotele trgovsko središče ter restavracije prostore namenjene zabavi.
Od  leta 1955 je bil znan samo kot Disneyland. Posestvo, ki je obsegalo original tematski park, ki ga je dal zgraditi W. Disney, parkirišče, kot tudi hotel v lasti in upravljanju Disneyevega poslovnega partnerja Jack Wratherja. Dokler ga niso med drastičnimi spremembami in širitvijo v poznih 90-tih in zgodnjem novem tisočletju leta 2001 preimenovalo. Da bi lažje razlikovali med Letoviščem Disneyland, ki obsega celoten Disneyev kompleks, ter original tematski park, ki je dobil ime Disneyland Park leta 1998. Kompleks letovišča zunaj original parka so gradili od leta 1998-2001.

## Posest letovišča
Tematska parka:
- Disneyland Park
- Disney's California Adventure Park

Nakupovalni center:
- Downtown Disney

Hoteli:
- Disneyland Hotel
- Disney's Grand Californian Hotel & Spa
- Disney's Paradise Pier Hotel

## Obisk
Revija Park World je maja 2008 objavila tržne raziskave attendance estimates, ki jih je za leto 2007 opravil inštitut Economic Research Associates in partnership with TEA (nekdanja Themed Entertainment Association). Po teh podatkih je leta 2007 tematska parka v letovišču Disneyland (Kalifornija) obiskalo kar: 
- "Disneyland" park, 14,87 milijona obiskovalcev (2.mesto na svetu)
- "Disney's California Adventure", 5,68 milijona obiskovalcev (13.mesto na svetu)